# Jéromine Géroudet
Jéromine Géroudet (Bonneville, 23 febbraio 1990) è un'ex sciatrice alpina francese, specialista delle gare veloci.

## Biografia
Originaria di Arâches-la-Frasse, la Géroudet ha esordito nel Circo bianco il 1º dicembre 2005 partecipando a uno slalom gigante valido come gara FIS. Ha disputato la sua prima gara in Coppa Europa il 13 gennaio 2007, senza completare la slalom speciale disputato a Courchevel, e il 18 febbraio 2009 ha debuttato in Coppa del Mondo, nella supercombinata di Val-d'Isère, senza riuscire però a portare a termine la gara.
Nel 2010 si è laureata campionessa mondiale juniores a Megève nella discesa libera e ha conquistato la medaglia d'argento nel supergigante. Si è ritirata al termine della stagione 2014-2015; la sua ultima gara in Coppa del Mondo è stata la discesa libera di Sankt Moritz del 24 gennaio, non completata, e la sua ultima gara in carriera la discesa libera FIS di Serre Chevalier del 27 marzo, non completata dalla Géroudet. In carriera non ha preso parte né a rassegne olimpiche né iridate.

## Palmarès

### Mondiali juniores
- 2 medaglie:
  - 1 oro (discesa libera a Monte Bianco 2010)
  - 1 argento (supergigante a Monte Bianco 2010)

### Coppa del Mondo
- Miglior piazzamento in classifica generale: 132ª nel 2010

### Coppa Europa
- Miglior piazzamento in classifica generale: 63ª nel 2010

### South American Cup
- Miglior piazzamento in classifica generale: 3ª nel 2015
- Vincitrice della classifica di supergigante nel 2010 e nel 2015
- 5 podi:
  - 4 vittorie
  - 1 secondo posto

#### South American Cup - vittorie
| Data              | Località     | Paese | Specialità |
| ----------------- | ------------ | ----- | ---------- |
| 28 agosto 2009    | Valle Nevado | Cile  | SG         |
| 18 settembre 2014 | El Colorado  | Cile  | SG         |
| 19 settembre 2014 | El Colorado  | Cile  | DH         |
| 19 settembre 2014 | El Colorado  | Cile  | DH         |

Legenda:

DH = discesa libera

SG = supergigante

### Campionati francesi
- 2 medaglie[1]:
  - 1 argento (supercombinata nel 2010)
  - 1 bronzo (supercombinata nel 2009)